# Кори, Изабель
Изабель Кори (фр. Isabelle Corey; 29 мая 1939 — 6 февраля 2011) — французская актриса и модель.
Кори стала манекенщицей в Париже в подростковом возрасте для журналов Jardin des Modes, Elle и Madame Figaro. Её нашёл начинающий режиссёр Жан-Пьер Мельвиль, в Латинском квартале, где она жила с родителями, и предложил главную роль в его ставшем классическом нуарном фильме «Боб — прожигатель жизни».
После роли в фильме «И Бог создал женщину» Кори продолжила кинокарьеру в Италии, обосновавшись в Риме, где работала с такими продюсерами, режиссёрами и актёрами, как Мауро Болоньини, Витторио де Сика, Марчелло Мастроянни, Альберто Сорди, Дино де Лаурентис и Роберто Росселини.

## Фильмография
| Год  | Фильм                                                | Режиссёр                       |
| ---- | ---------------------------------------------------- | ------------------------------ |
| 1956 | Боб — прожигатель жизни                              | Жан-Пьер Мельвиль              |
| 1956 | И Бог создал женщину                                 | Роже Вадим                     |
| 1957 | La Ragazza della salina                              | Франтишек Чап                  |
| 1957 | Vacanze a Ischia                                     | Марио Камерини                 |
| 1957 | Souvenirs d’Italie (Souvenir d’Italie)               | Антонио Пьетранджели           |
| 1958 | Afrodite, dea dell’amore                             | Марио Боннар                   |
| 1958 | Adorabili e bugiarde                                 | Нунцио Маласомма               |
| 1958 | Young Husbands (Giovani mariti)                      | Мауро Болоньини                |
| 1958 | Amore a prima vista                                  | Франко Росси                   |
| 1959 | L’amico del giaguaro                                 | Giuseppe Bennati               |
| 1959 | Head of a Tyrant (Giuditta e Oloferne)               | Fernando Cerchio               |
| 1960 | Vacanze in Argentina                                 | Guido Leoni                    |
| 1960 | From a Roman Balcony (La Giornata balorda)           | Мауро Болоньини                |
| 1961 | The Last of the Vikings (L’ultimo dei Vikinghi)      | Giacomo Gentilomo и Марио Бава |
| 1961 | Ванина Ванини                                        | Роберто Росселини              |
| 1961 | The Invincible Gladiator (Il gladiatore invincibile) | Alberto De Martino             |